# Pavol Breier (1952)
Pavel Breier (* 14. března 1952, Bratislava) je slovenský dokumentární fotograf, pedagog, horolezec a cestovatel.

## Životopis
Ve fotografické tvorbě se věnuje hlavně dokumentární, reportážní, krajinné, reklamní a divadelní fotografii.
Od konce 70. let programově tvoří cykly z horských oblastí, tematicky zaměřené na vysokohorskou přírodu a život lidí v horách (cykly Orava, Pamír, Himálaje, Tibet a další). Svou tvorbu často prezentuje na kolektivních i autorských výstavách na Slovensku i v zahraničí. Je autorem, resp. spoluautorem několika obrazových publikací, publikací a katalogů o výtvarném umění a fotografické práce zveřejňuje v domácích i zahraničních časopisech.
Jako pedagog externě vyučoval na Vysoké škole výtvarných umění v Bratislavě, Vysoké škole múzických umění v Bratislavě. V současnosti působí jako interní pedagog na Panevropské vysoké škole v Bratislavě.
Patří mezi zakladatele sdružení Kailás, kde vede a organizuje fotografické kurzy a workshopy. Jeho otec je lékař a fotograf Pavol Breier.

## Vzdělání
- 1970 – 1974 Filmová a televizní fakulta Akademie múzických umění Praha (studijní obor Umělecká fotografie)
- 2005 – 2009 Vysoká škola výtvarných umění Bratislava (doktorandské studium ve studijním oboru Výtvarné umění)

## Dílo
V letech 1977 – 2015 uskutečnil více než 40 samostatných výstav a účastnil se na desítkách kolektivních výstav na Slovensku i v zahraničí.

### Individuální výstavy (výběr)
- 1977 – Fotografie, Bratislava
- 1985 – Fotografie (Pamír), Bratislava, Ostrava
- 1990 – Himálaje – Nepál – Tibet, Bratislava
- 1993 – Pavol Breier, Die, Francie
- 1994 – Pavol Breier, Schiltingheim, Strasbourg, Francie
- 2000 – Fotografie, Banská Bystrica
- 2006 – Klášter Labrang, Bratislava
- 2009 – Na střeše světa, SNM Bratislava, v rámci projektu Šangri – la
- 2012 – Pavol Breier / Labdze (Tibet), Ostrava
- 2014 – Pastýři, Bratislava
- 2015 – Festival Astorka, Bratislava

### Kolektivní výstavy (výběr)
- 1981 – Serigrafie, P. Breier – Z. Horecký, Žilina
- 1992 – Svět tibetského buddhismu, Praha, Bratislava (spolu s J. ptáčky a Z. Thoma)
- 1995 – Karakoram Highway (spolu s O. Cabal), Antverpy, Belgie
- 2014 – Hommage Martin Martinček, Kulturpark, Košice
- Za křížem, GUS Spišská Nová Ves, Spišské muzeum Levoča, Kaštieľ Snina
- Za křížem, Galerie Domu fotografie v Liptovské galerii PM Bohuňov v Liptovském Mikuláši
- 2015 – Pedagog a jeho student, Bratislava
- 2015 – Měsíc fotografie v Bratislavě, Bratislava
- 2015 – Druhá smrt George Malloryho, Praha

### Ceny a ocenění
- 1997 – Fujifilm Europress Photo Awards (národní soutěž) Bratislava
- 2001 – Nejkrásnější kniha Slovenska 2000 (za knihu Fotografie)
- 2008 – The Vancouver International Mountain Film Festival (1. cena v kategorii Mountain Culture)
- 2013 – Cena děkana Fakulty masmédií PEVŠ Bratislava
- 2013 – Nejkrásnější kniha Slovenska 2013 (za knihu Labran. Svět tibetského kláštera)

### Knižní publikace
- Praveké umenie pod Tatrami. Text prof. B. Novotný, Podtatranské múzeum Poprad, 1977
- Karpaty – Malé, Biele. Text Vladimír Ferko, Šport Bratislava, 1990
- Tibet – dalajláma na Slovensku. Text kol. autorov, Západoslovenské tlačiarne Bratislava, 2000
- Fotografie. Text L. Benická, S. Breierová, V. Macek, Nadácia horskej fotografie, OZ Dom fotografie Poprad, Slovart Bratislava, 2000
- Labrang. Svet tibetského kláštora. Text Martin Slobodník, Slovart, Bratislava, 2013
- Pastieri. Text S. Breierová, A. Hrabušický, Kailás Bratislava, Galéria umenia E. Zmetáka Nové Zámky, 2013
- Horváthová, Anna: Hlinené objekty, kresby, maľby [texty Štefan Oriško, Dana Doricová, Alexander Balogh ; fotografie objektov Breier, Pavol... [et al.]. Bratislava : Petrus , 2015
- VRANKA, Milan: Poprava pod Nanga Parbatom. [Foto Branislav Bárta, Erik Bizoň, Pavol Breier a i.] Bratislava, OZ Devínske Karpaty 2015.